# Senoribula africana
Senoribula africana är en kvalsterart som beskrevs av Sandór Mahunka 1975. Senoribula africana ingår i släktet Senoribula och familjen Pseudoppiidae. Inga underarter finns listade i Catalogue of Life.